# 分域街

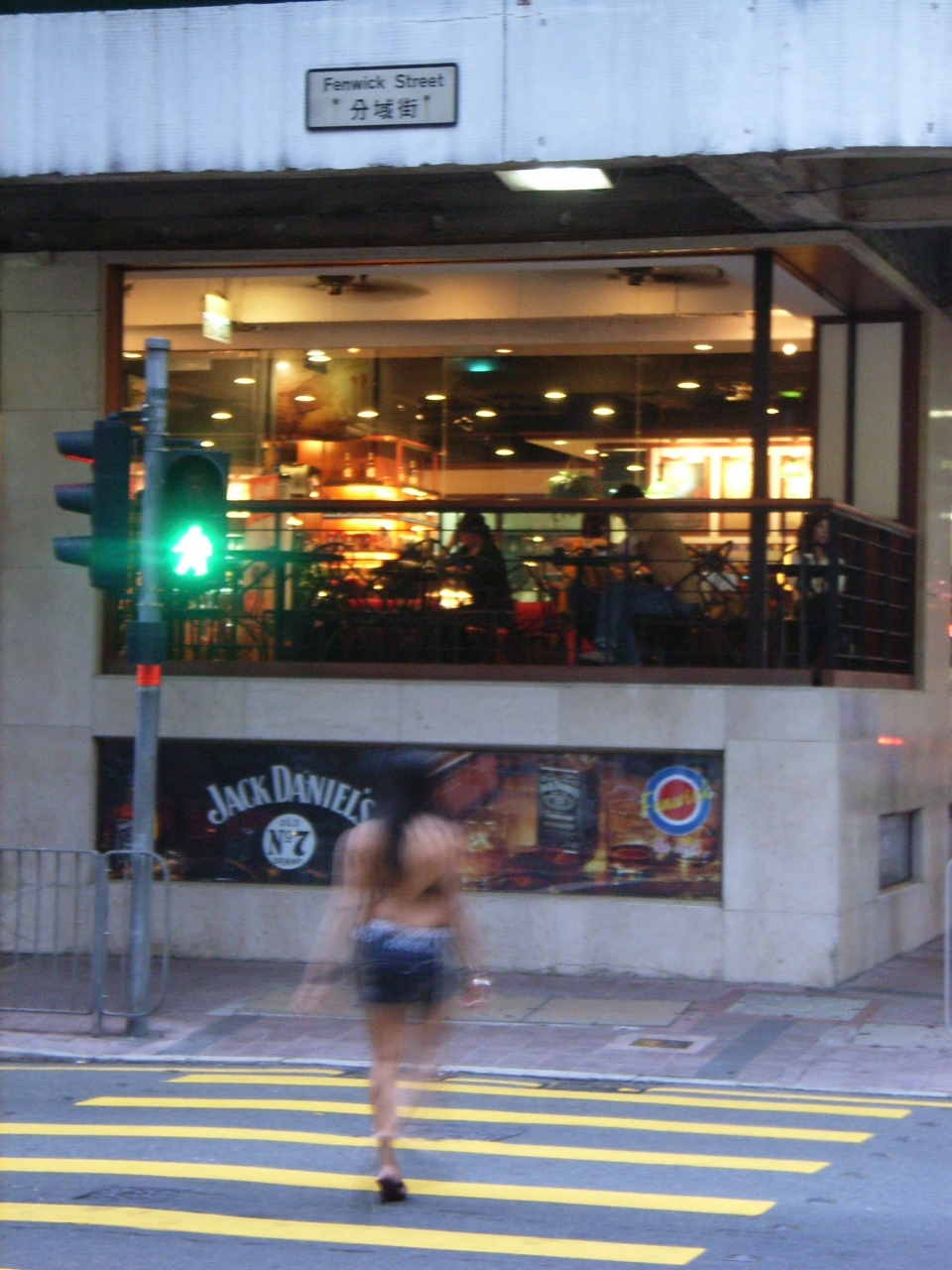
灣仔分域街的黃昏倩影

分域街（英語：Fenwick Street）是香港位於香港島北部灣仔的一條街道，南北走向，全長400米。它是香港島維多利亞港早期填海所得的土地之一，所以不是山坡路。「分域」音譯自，並不是指該街道為區域的分界線。
分域街的北部起自分域碼頭街與港灣道，南到莊士敦道垂直交界止。沿途經過告士打道、謝斐道、駱克道、軒尼詩道等街道。
分域街沿途有知名建築物香港演藝學院、香港藝術中心、港島皇悅酒店、星港酒店、循道衛理香港堂等。

## 特色
分域街在謝斐道和駱克道附近是老牌的酒吧區，顧客包括外地海員及訪港水兵。每每黃昏在酒吧門前都會燒紙錢求神，才開始營業的。

## 交通
巴士

## 外部鏈結
- 灣仔分域街地圖 （页面存档备份，存于）

22°16′45″N 114°10′13″E / 22.2790297°N 114.1704149°E